# 남쪽삼각형자리 베타

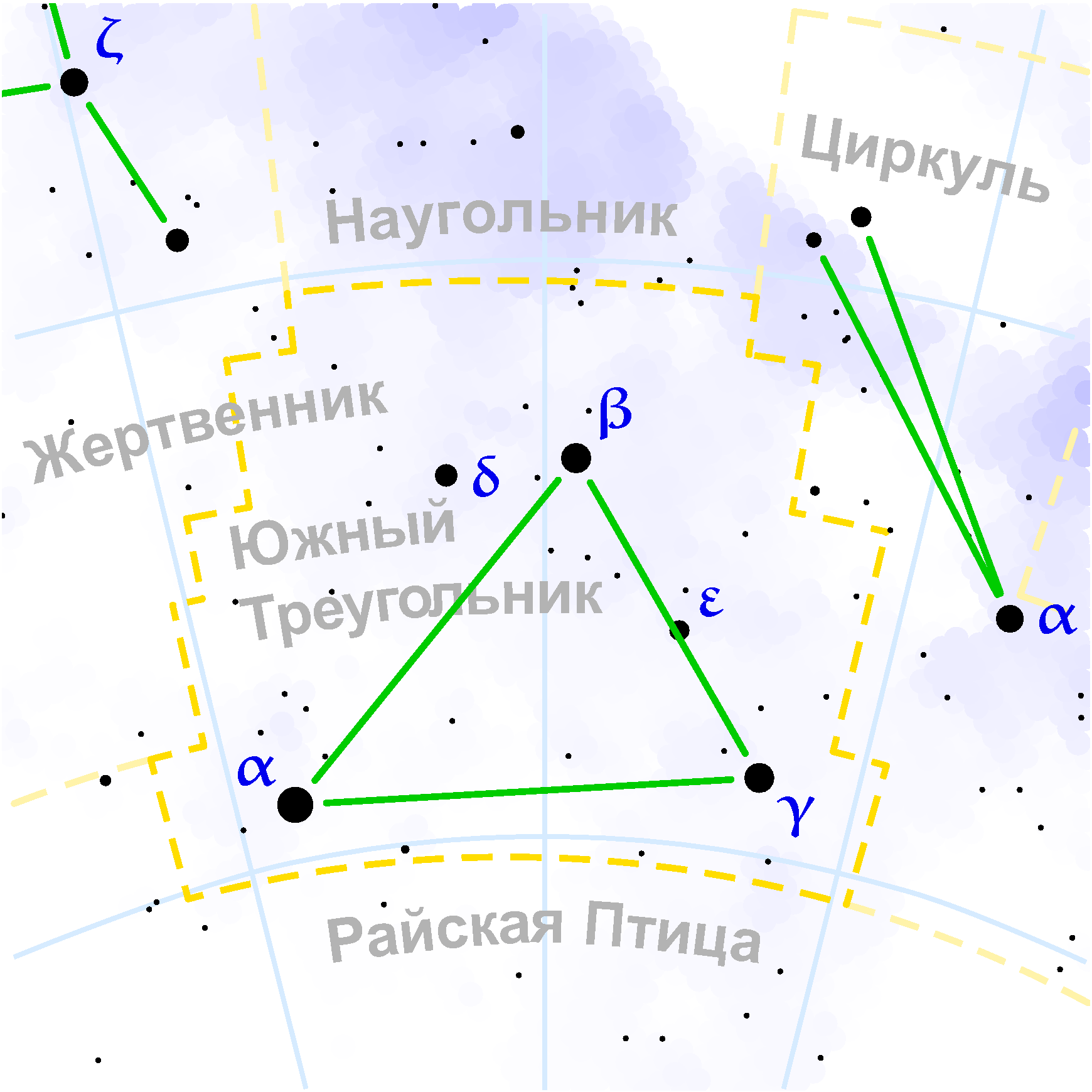

베트리아(Betria), 또는 남쪽삼각형자리 베타는 남쪽삼각형자리에 있는 쌍성이다. 이 별은 지구에서 약 40.1광년 거리에 있다.
주성 남쪽삼각형자리 베타 A는 겉보기 등급 2.83의 분광형 F 황백색 거성이다. 이 별은 155초각 떨어진 곳에 14등급 밝기의 반성을 거느리고 있다.

## 참고 문헌
- b Trianguli Australis
- dibonsmith.com: 남쪽삼각형자리 베타